# Disfemismo
Il disfemismo è una figura retorica opposta all'eufemismo, molto comune nel linguaggio parlato, che avviene quando si sostituisce una parola normale con un'altra di per sé sgradevole, che però nel contesto acquisisce un valore neutro o positivo.

## Etimologia
La parola disfemismo deriva dal greco δύσ- dys-  che indica una caratteristica negativa e φήμη phḕmē "discorso, voce, reputazione".

## Funzione
Il lessico (o il gergo o lo slang) espresso da alcuni gruppi sociali o di alcuni individui può contemplare l'utilizzo di alcuni sintagmi come manifestazione di disprezzo per valori generalmente condivisi: il disfemismo svolge questa funzione, attribuendo connotazione positiva a termini utilizzati originariamente con connotazione negativa. Con l'evoluzione della società, dei costumi o con la circolazione delle élite, questo tipo di utilizzo può abbandonare la sua genesi di nicchia, registrando una mutazione semantica del sintagma che lo porta ad essere accettato, nel nuovo significato, dall'intera società.

## Similitudini e differenze
È simile al cacofemismo (dal greco κακός kakòs "cattivo") o al malfemismo (dal latino malus "cattivo"), dove l'intento è generalmente positivo o affettivo, talvolta anche interpretando in senso opposto il suffisso dispregiativo.
Trattandosi nella variazione di significato di una singola parola, non rientra propriamente nella definizione di 
metalogismo, che attiene ad una locuzione ovvero ad una costruzione di più parole: l'effetto di trasformazione di senso è però il medesimo, perché ambedue i costrutti attivano gli stereotipi presenti nella memoria dell'ascoltatore e influenzano la sua interpretazione del testo (in senso positivo, se si accetta il gruppo che propone quell'utilizzo diversificato).

## Esemplificazione
Esempi di disfemismi in lingua italiana sono i seguenti:
- «Ragazze... tutte in coppietta col lor vigliacco.» (Cesare Pavese; dove vigliacco sta per fidanzato, secondo un uso regionale dell'Italia settentrionale)
- «Siamo usciti coi nostri vecchi.» (dove con vecchi si indicano bonariamente i propri genitori)